# Amt Kelbra
Das Amt Kelbra war eine territoriale Verwaltungseinheit im gemeinsamen Besitz der 1710 in ein reichsunmittelbares Fürstentum umgewandelten Grafschaft Schwarzburg-Rudolstadt und der Grafschaft Stolberg-Roßla.
Bis zur Abtretung an Preußen 1815 bildete es als Amt unter der Oberherrschaft des Kurfürstentums Sachsen den räumlichen Bezugspunkt für die Einforderung landesherrlicher Abgaben und Frondienste, für Polizei, Rechtsprechung und Heeresfolge.

## Geographische Lage
Das Gebiet des Amts Kelbra befand sich am Nordhang des Kyffhäusergebirges in der Goldenen Aue, und somit im zentral-südlichen Teil des mittelalterlichen thüringischen Helmegaus. Es wurde von der Helme in ihrem mittleren Abschnitt durchflossen.
Das Amtsgebiet gehört heute zu den Orten Kelbra und Berga einschließlich der Ortsteile Thürungen, Sittendorf und Tilleda, derzeit im Landkreis Mansfeld-Südharz im thüringisch geprägten Teil Sachsen-Anhalts, seit 1990 direkt an der Grenze zum modernen Bundesland Thüringen. Im Westen grenzt das Amt Kelbra an das Amt Heringen, welches weitgehend bis 1952 eine gemeinsame geschichtliche Entwicklung durchlaufen hat.

## Angrenzende Verwaltungseinheiten
Das Amt Kelbra gehörte gemeinschaftlich zur nördlich angrenzenden Grafschaft Stolberg-Roßla und der südlich liegenden Unterherrschaft des Fürstentums Schwarzburg-Rudolstadt.
| Kurfürstentum Hannover (Exklave Ilfeld)                          | Grafschaft Stolberg-Roßla                           |                                          |
| Amt Heringen (gemeinsamer schwarzburgisch-stolbergischer Besitz) | Kompassrose, die auf Nachbargemeinden zeigt         | Kurfürstentum Sachsen (Amt Sangerhausen) |
| Fürstentum Schwarzburg-Sondershausen (Unterherrschaft)           | Fürstentum Schwarzburg-Rudolstadt (Unterherrschaft) |                                          |

## Geschichte

### Grafen von Hohnstein
Der Ort Kelbra wurde 1093 erstmals urkundlich erwähnt als Chelvera. Im 11. Jahrhundert begannen Mönche des Klosters Walkenried mit der Trockenlegung und Urbarmachung des oberen Helmerieds zwischen Görsbach und Kelbra. Das Stadtrecht wurde Kelbra 1351 verliehen.
Das Gebiet der Goldenen Aue um Kelbra und Heringen gehörte ab dem 12. Jahrhundert zum Besitz der Grafen von Hohnstein, deren Zentrum das Gebiet um Ilfeld und Neustadt/Harz mit der Burg Hohnstein (Harz) war. Die Grafen bauten ihr Territorium bis zur Mitte des 14. Jahrhunderts stark aus, so dass sie als die bedeutendsten Grafen am Südharz angesprochen werden konnten, noch vor den Grafen von Schwarzburg und den Grafen zu Stolberg. Ende des 13./Anfang des 14. Jahrhunderts begann das Haus Hohnstein, sich in mehrere Linien aufzuspalten, und ab 1315 war es in drei Linien geteilt.
1373 teilten die Linien Hohnstein-Kelbra-Heringen und Hohnstein-Lohra-Klettenberg die Grafschaft untereinander auf, wobei die Stammgrafschaft mit der gleichnamigen Burg weiter gemeinsamer Besitz bleiben sollte.
Im Fleglerkrieg 1412 wurde ein Teil der Herrschaft zerstört und letztlich der Untergang der Hohnsteiner eingeleitet. Graf Heinrich von Hohnstein wurden nach der Beendigung des Fleglerkrieges und der Heldrunger Fehde am 8. Januar 1413 von den wettinischen Landgrafen Friedrich IV., Wilhelm II. und Friedrich d. J. von Thüringen die Schlösser und Städte Heldrungen und Wiehe gegen Abtretung seiner Ansprüche auf Kelbra, Harzgerode, Güntersberge, Hoym, Ballenstedt und Sandersleben überlassen. Die Linie Kelbra-Heringen teilte sich später weiter auf, sodass bis Ende des 15. Jahrhunderts alle Besitzungen am Südharz abgegeben wurden.

### Wettiner, Stolberger und Schwarzburger
Die Wettiner, die als Lehnsherren aufgrund ihrer Stärke bereits im 14. Jahrhundert eine entscheidende Machtposition in der Goldenen Aue errungen hatten, bauten jedoch in Kelbra keine eigene Verwaltung auf, sondern versetzten die an der Peripherie ihrer eigenen Besitzungen gelegene Stadt nebst Schloss und Zubehör an zuverlässig erscheinende Pfandnehmer. Sie glaubten, diese in den Grafen von Schwarzburg und zu Stolberg gefunden zu haben.
Die Herrschaft der Hohnsteiner Linie Kelbra-Heringen fiel somit 1412/17 durch Verkauf an die Grafen zu Stolberg. Im Jahr 1413 erfolgte zunächst für drei Jahre die pfandweise Überlassung von Schloss und Stadt Kelbra mit allem Zubehör an die Brüder Heinrich und Botho zu Stolberg. Nach Ablauf der Dreijahresfrist erneuerten die wettinischen Landgrafen von Thüringen 1417 die Verpfändung von Kelbra nebst Zubehör. Pfandnehmer waren diesmal Graf Botho zu Stolberg und der mit ihm verwandte Graf Heinrich von Wernigerode. Als Verpfändungszeitraum wurden sechs Jahre festgelegt und im Vertragstext die Klausel aufgenommen, dass im Kriegsfall die Grafen den Wettinern Beistand leisten sollten.
Aufgrund einer finanziellen Schuld der Grafen Botho zu Stolberg und Heinrich von Wernigerode, die ihnen ihr Oheim Graf Heinrich von Schwarzburg abnahm, sagten sie 1418 zu, ihm die Hälfte der Pfandsumme zu überlassen, falls die Wettiner Kelbra einlösen würden. Die Wettiner waren in den darauffolgenden Jahren nicht an einer solchen Einlösung interessiert. Daher ersuchten die beiden Grafen von Schwarzburg und zu Stolberg die Herzöge Friedrich und Sigismund von Sachsen, ihnen Kelbra als Gesamtlehen zu überlassen. Der daraufhin ausgestellte Lehnsbrief datiert auf den 19. September 1428.
Herzog Wilhelm von Sachsen belehnte 1461 Metze, die Gemahlin seines Geheimen Rates Graf Heinrich zu Stolberg, mit dem halben Schloss Kelbra als Leibgedinge. 1478 überließ der Stolberger Graf diese Hälfte als Pfand dem Amtmann Ritter Hans Knauth. Zur Wiedereinlösung des Pfandes aus den Händen seiner Söhne, der Brüder Heinrich und Hans Knauth, kam es 1486.
Seit der Leipziger Teilung im Jahr 1485 lag die Landeshoheit über das Amt Kelbra bei der albertinischen Linie der Wettiner, deren Besitzungen nach der Wittenberger Kapitulation 1547 zum Kurfürstentum Sachsen erhoben wurden.
Die Grafen zu Stolberg kamen ab 1554 in große finanzielle Nöte, weshalb sie sich 20 000 Goldgulden von den Schwarzburgern liehen und dafür ihren Anteil am Amt Kelbra verpfändeten.
Graf Wilhelm von Schwarzburg, Sohn des Grafen Günther XL., welchem 1560 Frankenhausen als Wohn- und Residenzort zugewiesen wurde, veranlasste eine Besitzteilung mit seinen beiden Brüdern. 1570/71 erhielt er die Alleinherrschaft in Frankenhausen und den Ämtern Kelbra und Heringen sowie Straußberg. 1592/1593 ging die stolbergische Hälfte der Ämter pfandweise und für Stolberg wiederkäuflich in den Besitz des Grafen Wilhelm von Schwarzburg über. Durch die hohe Schuldensumme gelang es dem Haus Stolberg nicht, ihren Anteil wieder einzulösen.
Graf Wilhelm I., Herr zu Schwarzburg-Frankenhausen verstarb 1598 kinderlos, wodurch die Herrschaft Schwarzburg-Frankenhausen erlosch. Das Amt Kelbra gehörte seitdem zur Grafschaft Schwarzburg-Rudolstadt, Unterherrschaft Frankenhausen. Nachdem die Grafschaft Schwarzburg-Rudolstadt im Jahr 1710 zum reichsunmittelbaren Fürstentum erhoben wurde, erlosch die Oberhoheit des Kurfürstentums Sachsen über die Unterherrschaft Schwarzburg-Rudolstadt mit Ausnahme der Ämter Kelbra und Heringen.
Der stolbergische Anteil am Amt, welcher sich seit 1554 als Pfand bei den Grafen von Schwarzburg-Rudolstadt befand, kam nach der Teilung der Grafschaft Stolberg im Jahr 1706 an die Grafschaft Stolberg-Roßla.

### Preußen
In Folge der Niederlage des 1806 zum Königreich ernannten Sachsen wurden auf dem Wiener Kongress im Jahr 1815 Gebietsabtretungen beschlossen, was u. a. alle unter Oberherrschaft von Sachsen stehenden Gebiete in Thüringen betraf. Die Landeshoheit über die Ämter Heringen und Kelbra wurde an das Königreich Preußen abgetreten.
1816 wurde ein Staatsvertrag zwischen dem Königreich Preußen und dem Fürstentum Schwarzburg-Rudolstadt abgeschlossen. Durch Einlösung des Stolberger Anteils gingen alle Rechte auf das Amt auf Preußen über. Schwarzburg-Rudolstadt erhielt dafür eine Abfindung.
Beide Ämter, Kelbra und Heringen, wurden gemeinsam dem Kreis Sangerhausen im Regierungsbezirk Merseburg der preußischen Provinz Sachsen angegliedert.
Nachdem Stolberg-Roßla den Rückkauf der Anteile juristisch eingeklagt hatte, überließ Preußen 1836 das Amt Kelbra den Grafen zu Stolberg-Roßla, behielt jedoch die Landeshoheit.

## Zugehörige Orte
Städte
- Kelbra

Dörfer
- Altendorf
- Berga
- Sittendorf
- Thürungen
- Tilleda